# Uralskaja Gorno-Metallurgitscheskaja Kompanija
Uralskaja Gorno-Metallurgitscheskaja Kompanija (russisch Уральская горно-металлургическая компания, UGMK; deutsch: Uraler Bergbau- und Hüttenbetrieb; international gebräuchlich ist die englische Bezeichnung Ural Mining and Metallurgical Company, kurz UMMC) ist ein russisches Bergbau- und metallurgisches Unternehmen mit Firmensitz in Werchnjaja Pyschma.
UGMK ist ein Unternehmen, das verschiedene Metalle in Russland fördert, insbesondere Kupfer und Zink. Die geförderten Metalle werden von UGMK weiterverarbeitet, unter anderem zu Draht und zu Kathoden. Das Unternehmen wird von dem Usbeken Iskander Machmudow geleitet. UGMK entstand in den 1990er Jahren aus dem ehemaligen Kombinat Uralelektromed.
Das Unternehmen ist seit 2000 Sponsor des international erfolgreichen Frauen-Basketballclubs UGMK Jekaterinburg.
Im September 2013 wurde bekanntgegeben, dass UGMK 10 % der Anteile der Montanwerke Brixlegg von der Umcor AG übernommen hätte. Diese Meldung wurde erst im Jahr 2014 wieder dementiert. Ein Verkauf von Anteilen habe zu keinem Zeitpunkt stattgefunden, obgleich UGMK über einen langen Zeitraum auf der Website der Montanwerke als Miteigentümer genannt worden war.
Im September 2013 wurde die Technische Universität der UGMK eröffnet.